# Geoffroy de Billy
 Geoffroy de Billy,  ou Godefroy est né vers 1534 à Guise, et mort le 28 mars 1611 au château d’Anizy-le-Château et est inhumé à la cathédrale de Laon.
Geoffroy de Billy est un évêque-duc de Laon (1601-1612) et pair ecclésiastique de France, qui traduit du latin et de l'espagnol en français quelques ouvrages de dévotion. Geoffroy est aussi député aux États-généraux de Blois de 1576 à 1577 et de 1588 à 1589 et participe à la conférence de Suresnes. Il tient aussi un synode et y publie des statuts sur la discipline ecclésiastique. Le 10 janvier 1605, après la mort de Philippe du Bec, archevêque de Reims, il est chargé de l'administration spirituelle de ce diocèse. En 1609, Geoffroy de Billy se trouvant plus que septuagénaire, demande au roi la permission de se choisir un coadjuteur pour le soulager dans ses fonctions, et obtient que son neveu maternel, Benjamin de Brichanteau, soit nommé à cette place. Les évêques de Laon, ducs et pairs du royaume, ont le privilège de porter la Sainte Ampoule au cours de la cérémonie du sacre des rois de France.

## Sa famille
Geoffroy de Billy est le descendant de l'ancienne maison de Prunay, le fils de Louis de Billy, seigneur de Prunay, gouverneur pour le roi de la ville de Guise, chevalier de l’Ordre du Roy, et de Marie de Brichanteau. La dalle funéraire de ses parents Louis de Billy et Marie de Brichanteau est en l'église de Saint-Denis de Prunay-le-Gillon. 
Geoffroy de Billy a six frères :
- Claude, tué à la bataille de Jarnac (1569);
- Louis, blessé à la défense de Poitiers, et qui meurt de ses blessures ;
- deux qui sont tués à la bataille de Dreux, le 19 décembre 1562 ;
- Jacques de Billy de Prunay, érudit, théologien, juriste, linguiste, abbé bénédictin est aussi un humaniste, un poète, et un traducteur de quelques pères de l'Église grecs ;
- Jean, abbé commendataire de deux abbayes qui se fait chartreux (il fut le premier prieur de la chartreuse Notre-Dame-de-Bonne-Espérance - Gaillon / Aubevoye - Eure - en 1572) et qui ne vit plus en 1585. On a de ce dernier quelques traductions d'ouvrages de piété, sur lesquels on peut consulter le volume cité des Mémoires de Nicéron[4].
- Deux de ses sœurs sont religieuses à l’abbaye Saint-Jean-Baptiste du Moncel,
- une autre mère supérieure de Mont Notre Dame, de l’ordre de Cîteaux,
- la dernière mariée à François II d'Allonville d'Oysonville.

Geoffroy de Billy est l’oncle de 
- Benjamin de Brichanteau, évêque-duc de Laon (1612-1619) et pair ecclésiastique de France et de
- Philibert de Brichanteau évêque-duc de Laon (1620-1652) et pair ecclésiastique de France[9].

## Biographie

### Un protégé ducardinal de Guise
Geoffroy de Billy, ayant pris l’habit monastique des bénédictins, est grand prieur de l’abbaye de Saint-Denis-en-France et grand vicaire du cardinal de Guise en cette abbaye,,. A l’abbaye de Saint-Denis-en-France frère Geoffroy de Billy est le protégé de Louis de Lorraine (1575-1621).
Succédant à son oncle Crépin de Brichanteau, Geoffroy de Billy devient abbé de Saint-Vincent de Laon, en 1560 et également de l'abbaye Saint-Jean d'Amiens.

### Sa lutte contre le protestantisme

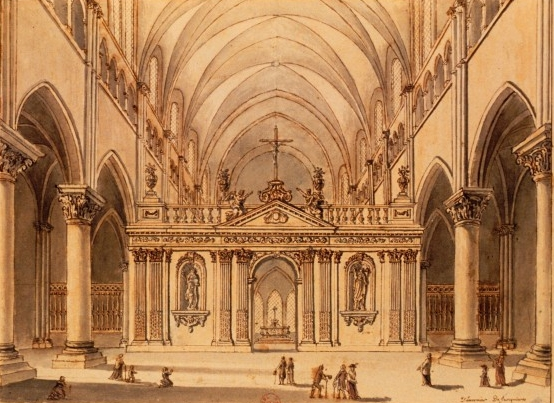
Intérieur de l’abbaye Saint-Vincent de Laon.

En 1561, Geoffroy de Billy devenu abbé de Saint-Vincent lutte contre le protestantisme en participant au triomphe de la transsubstantiation lors de l'affaire Nicole Obry.
En 1572, l'abbaye Saint-Vincent de Laon est de nouveau donnée en commende à Geoffroy de Billy, grand prieur de l’abbaye de Saint-Denis-en-France, qui n'y réside pas et la néglige tout à fait. Les religieux le traduisent devant le parlement, et leur prieur, Antoine Danye, va à Paris suivre l'affaire. Mais l'abbé commendataire, mécontent de la démarche de son prieur, le chasse avec violence du monastère lorsqu'il veut y rentrer. Le parlement de Paris, saisi de cette affaire, condamna Geoffroy de Billy a une réparation publique envers Antoine Danye. Quand donc celui-ci rentre dans la maison, l'abbé va l'attendre à la porte et le conduit à l'église au son des cloches ; enfin, il lui donne toute satisfaction.
Geoffroy de Billy est député aux États-généraux de Blois de 1576 à 1577.
Des organisations de catholiques de petite taille existent déjà, un peu partout en France, comme la Ligue picarde, créée en 1568 et de 1588 à 1589. Mais il n'en fait pas vraiment partie. Certes, il est vicaire du cardinal de Guise, mais ce n'est qu’après les meurtres de ses anciens protecteurs, le duc Henri Ier de Guise et le cardinal Louis de Lorraine (1555-1588), le 23 décembre 1588, qu'il se rallie à la ligue. Geoffroy de Billy les[Qui ?] a représentés comme député du Vermandois aux états généraux de Blois de 1588.

### Un des chefs de la Ligue en Picardie
Le nombre des ligueurs s'est accru dans la ville de Laon ; et lors de la nomination de leurs députés en 1588, ils avaient intrigué avec tant de succès, qu’avaient été élus des hommes de leur parti, le lieutenant-général Adrien Defer, le conseiller Legras, mais aussi Billy. L’assassinat des Guise fait que les ligueurs sont transportés de fureur et soulèvent toutes les villes. 
À Laon, lorsque Geoffroy de Billy, abbé de Saint-Vincent, Adrien Defer et Claude Legras, conseillers au présidial, rentrent de Blois après six mois d’absence en janvier 1589, ils sont ligueurs, aux ordres du duc Charles de Mayenne. Geoffroy de Billy, personnage ambitieux qui prêche depuis des années la guerre civile s’empare de la ville en 1589. C'est un chef autoritaire et peu commode.
Billy exerce sur la ville un ascendant que personne ne contrebalance, pas même l'évêque. Il est tellement considéré dans la Ligue, qu'il est un de ses négociateurs à la conférence de Suresnes.
Néanmoins, Geoffroy de Billy se range du côté d'Henri IV après la conversion de celui-ci au catholicisme, le 25 juillet 1593.

### Évêque de Laon (1601)

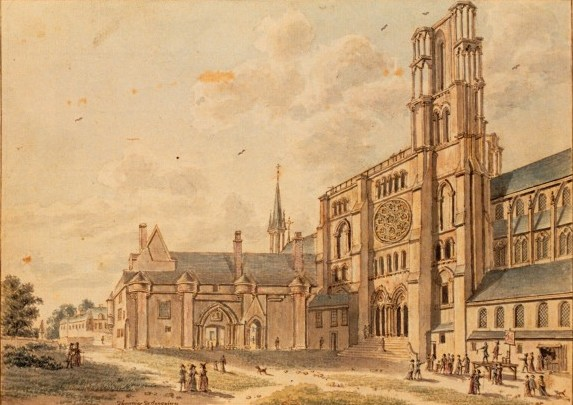
Palais épiscopal de Laon.

C’est à lui que l'évêché de Laon est donné après la mort de Valentin Douglas. Le séditieux Billy obtient pour son ralliement des avantages qu'une fidélité inébranlable ne lui aurait peut-être pas valus. Il est donc évêque-duc de Laon (1601-1612), mais aussi pair ecclésiastique de France,.

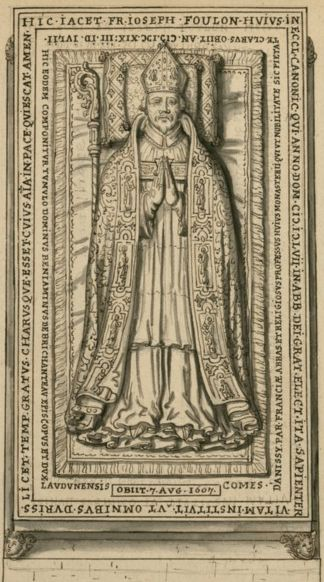
L’un de ses neveux qui va lui succéder comme évêque: Benjamin de Brichanteau.

Le 10 janvier 1605, après la mort de Philippe du Bec, archevêque de Reims, il est chargé de l'administration spirituelle de ce diocèse, en attendant que Louis de Lorraine (1575-1621) soit en âge de gouverner par lui-même.
Lorsque les minimes sont introduits à Laon, en 1608, Geoffroy de Billy, toujours disposé à nuire aux moines de Saint-Vincent, dont il était cependant abbé, mais avec lesquels il avait eu de graves démêlés, résolut de leur enlever cette collégiale qui leur appartenait, en la transformant en couvent pour les nouveaux Pères, et en transportant la paroisse ailleurs. Il commence donc par amortir et supprimer les prébendes de Saint-Julien ; mais bientôt il rencontre une si vive résistance, qu'il se voit forcé d'abandonner ses desseins.
Mais Geoffroy n'en éprouve que plus d'éloignement pour Saint-Vincent, et pendant quarante ans qu'il la tient en commende, il refuse constamment de la soutenir et de réparer les dégâts qu'elle avait soufferts. Loin de là, il permet aux capucins et aux religieuses de la Congrégation d'y prendre des matériaux pour construire leurs maisons.
En 1609, Geoffroy de Billy se trouvant plus que septuagénaire, demande au roi la permission de se choisir un coadjuteur pour le soulager dans ses fonctions, et obtient que son neveu maternel, Benjamin de Brichanteau, soit nommé à cette place,.
Il meurt au château d'Anizy deux ans après, et est enterré dans le sanctuaire de la cathédrale. On ne met sur son tombeau ni épitaphe ni inscription.

## Œuvres
Marc Lescarbot dédie le Guide des Cures (1613), traduction des Instruciones Pastorum de Charles Borromée, à Geoffroy de Billy, son nouveau protecteur et révérend père en dieu.
Geoffroy de Billy est l’auteur de quelques ouvrages de piété, et traduit du latin et de l'espagnol en français quelques autres ouvrages de dévotion,.
Geoffroy de Billy a traduit de l'espagnol :
- Dom Louis de Grenade, le Mémorial de la vie Chrétienne, auquel est traité comme le Chrétien se doit gouverner depuis le temps de sa conversion jusques à sa perfection (Paris : Guillaume Chaudière, 1575).
- Manuel d'Oraisons & spirituels Exercices; avec une briève Instruction & Règle de bien vivre, pour ceux qui commencent à servir Dieu, spécialement aux Monastères, traduic de l'Espagnol du R. Père Grenate (Paris : Guillaume Chaudière, 1579).
- Prières & Méditations tant journales que générales ; avec Excitations de l'esprit à Dieu, composées premièrement en élégant Latin, par Jean Loys Vives, & mises en François, par Geoffroy de Billy (Paris : Claude Fremy, 1570).